# Polycyrtus minutus
Polycyrtus minutus là một loài tò vò trong họ Ichneumonidae.